# Чернова, Виктория Владимировна
Викто́рия Влади́мировна Черно́ва (род. 30 декабря 1981 года в Уфе) — российская легкоатлетка и лыжница. Двукратный бронзовый призёр Паралимпийских игр по лёгкой атлетике, заслуженный мастер спорта России по спорту слепых.

## Награды и звания
- Медаль ордена «За заслуги перед Отечеством» II степени (6 апреля 2002 года) — за большой вклад в развитие физической культуры и спорта, высокие спортивные достижения на XI Параолимпийских играх 2000 года в Сиднее (Австралия).[1]
- Почетный знак «Выдающийся спортсмен Республики Башкортостан» (2001).
- Мастер спорта России международного класса (1998).
- Заслуженный мастер спорта России (2001).